# Escaudœuvres
Escaudœuvres [ekodœvʁ] est une commune française située dans le département du Nord, en région Hauts-de-France. Elle se situe dans la région du Cambrésis et dans l'aire urbaine de Cambrai et est l'une des 55 communes membres de la Communauté d'agglomération de Cambrai qui rassemble plus de 80 000 habitants.
Les habitants sont appelés les Scaldobrigiens. Leur nom jeté est les Sangliers.
Par sa proximité avec Cambrai, ville d'Empire proche de la frontière du royaume de France, Escaudœuvres a subi tout au long de son histoire les vicissitudes de nombreux sièges et invasions. La canalisation de l'Escaut, à la fin du XVIIIe siècle, a entraîné l'industrialisation de la commune. Malgré les fermetures d'entreprises du XXe siècle, le caractère ouvrier et industriel d'Escaudœuvres reste affirmé. La commune se présente aujourd'hui à la fois comme « ville lecture » pour son obtention de la charte en 1992 et comme « cité du sucre » en raison de la place qu'occupe dans son histoire et son économie la « sucrerie centrale » installée en 1872.

## Géographie

### Situation
La commune d'Escaudœuvres appartient à l'aire urbaine ainsi qu'à la communauté d'agglomération de Cambrai, ville distante de trois kilomètres environ au sud-est. La commune est située sur les axes de communication qui relient Cambrai à Valenciennes, distante de 26 kilomètres environ au nord-est : route, voie ferrée et canal de l'Escaut. Douai est à 23,7 km kilomètres, Lille à 50,8 km à vol d'oiseau.
| Ramillies | Eswars, Ramillies | Thun-l'Évêque, Thun-Saint-Martin |
| Ramillies | Escaudœuvres      | Cagnoncles, Naves                |
| Cambrai   | Cambrai           | Cauroir                          |

### Géologie et relief
Escaudœuvres est situé sur les couches de calcaire du crétacé, elles-mêmes recouvertes de lœss et de limons accumulés par les vents, qui forment l'extrémité septentrionale du bassin parisien. Le territoire communal est traversé, dans sa partie ouest, par la vallée de l'Escaut. L'altitude la plus basse y est de 39 mètres. De part et d'autre de la vallée s'élève le plateau calcaire, qui culmine à 75 mètres à l'extrémité sud de la commune. Au nord-est ce plateau est entaillé par une vallée sèche qui rejoint celle de l'Escaut.

### Hydrographie

#### Réseau hydrographique
La commune est située dans le bassin Artois-Picardie. Elle est drainée par la Rasse, le fossé Noir et divers autres petits cours d'eau,.
Escaudœuvres s'étend principalement sur la rive droite de l'Escaut. Le cours naturel du fleuve, sinueux et peu profond, était autrefois peu propice à la navigation. Des travaux de curage et de redressement du lit de l'Escaut de Cambrai à Bouchain furent menés entre 1725 et 1755, et le fleuve fut canalisé entre Cambrai et Bruay-sur-l'Escaut 1772 et 1784. L'Escaut se confond aujourd'hui, en aval de Cambrai, avec le canal de l'Escaut, qui est au gabarit Freycinet,.

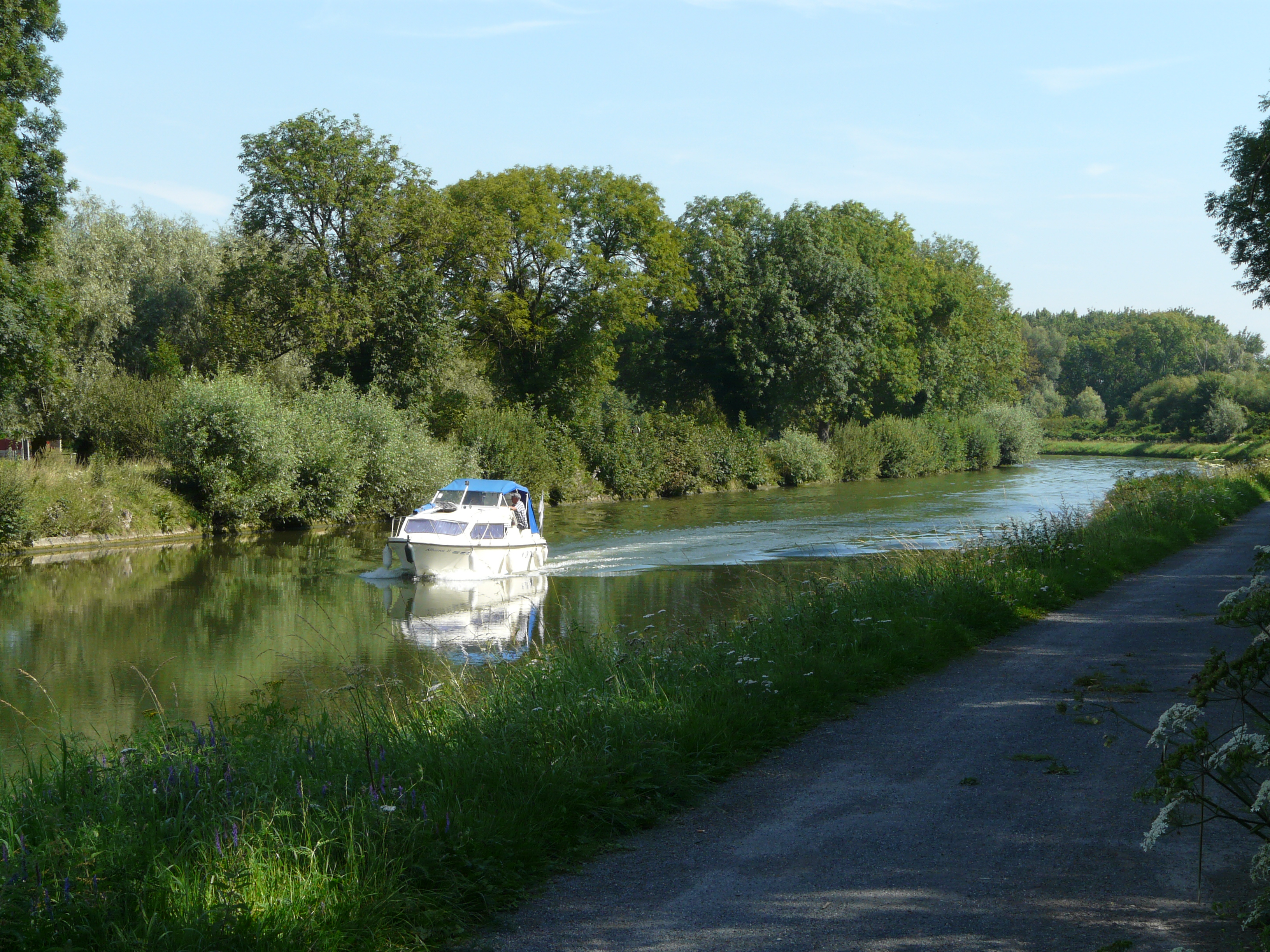
Le canal de l'Escaut à Escaudœuvres.
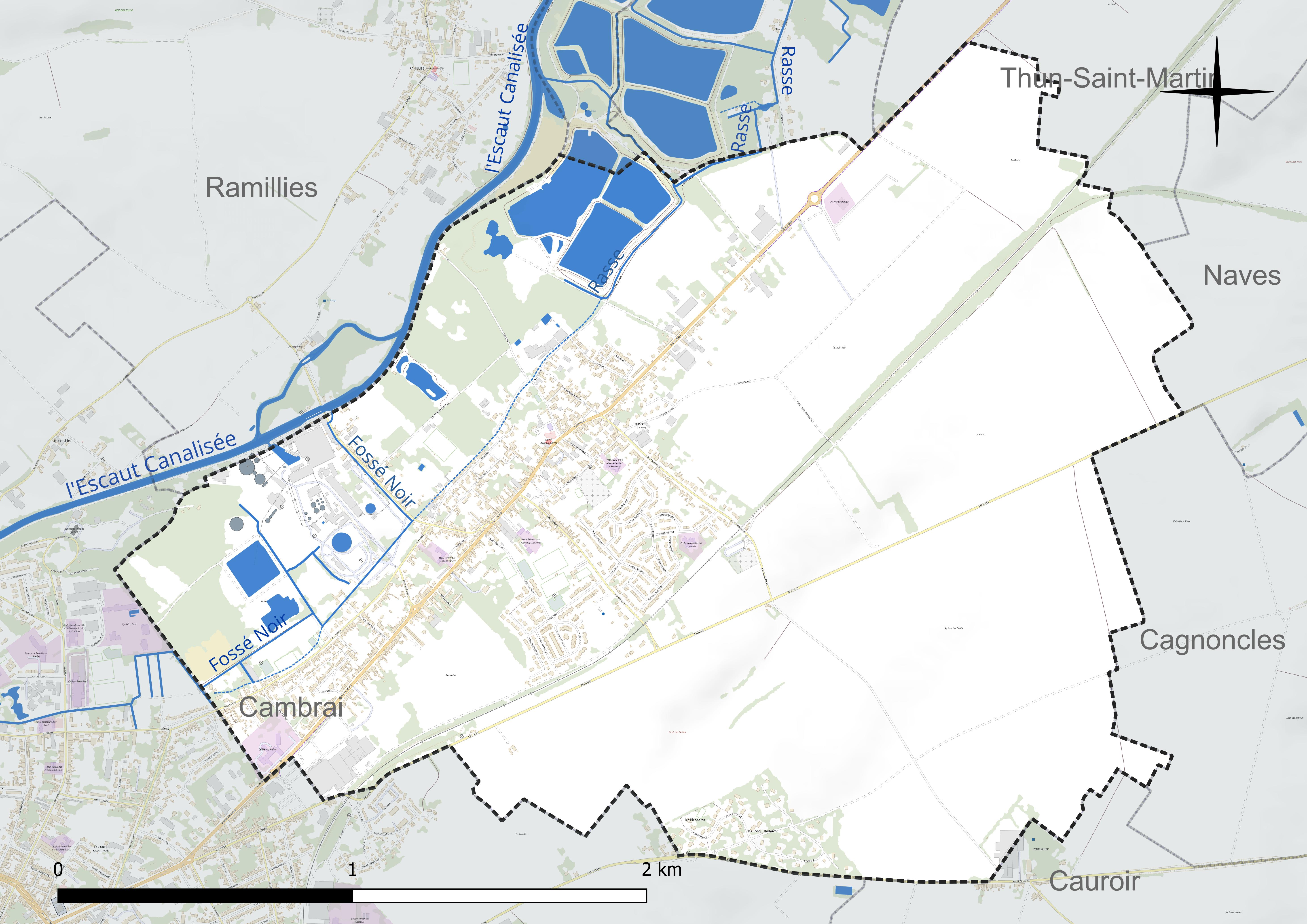
Réseau hydrographique d'Escaudœuvres.

#### Gestion et qualité des eaux
Le territoire communal est couvert par le schéma d'aménagement et de gestion des eaux (SAGE) « Escaut ». Ce document de planification concerne un territoire de 2 005 km2 de superficie, délimité par le bassin versant de l'Escaut. Le périmètre a été arrêté le 9 juin 2006 et le SAGE proprement dit a été approuvé le 13 juillet 2021. La structure porteuse de l'élaboration et de la mise en œuvre est le syndicat mixte Escaut et Affluents (SyMEA). 
La qualité des cours d'eau peut être consultée sur un site dédié géré par les agences de l'eau et l'Agence française pour la biodiversité. 

### Climat
Pour des articles plus généraux, voir Climat des Hauts-de-France et Climat du Nord.
En 2010, le climat de la commune est de type climat océanique dégradé des plaines du Centre et du Nord, selon une étude du CNRS s'appuyant sur une série de données couvrant la période 1971-2000. En 2020, Météo-France publie une typologie des climats de la France métropolitaine dans laquelle la commune est exposée à un climat océanique et est dans la région climatique  Nord-est du bassin Parisien, caractérisée par un ensoleillement médiocre, une pluviométrie moyenne régulièrement répartie au cours de l'année et un hiver froid (3 °C). 
Pour la période 1971-2000, la température annuelle moyenne est de 10,5 °C, avec une amplitude thermique annuelle de 14,9 °C. Le cumul annuel moyen de précipitations est de 684 mm, avec 11,8 jours de précipitations en janvier et 9,2 jours en juillet. Pour la période 1991-2020, la température moyenne annuelle observée sur la station météorologique la plus proche, située sur la commune d'Épehy à 23 km à vol d'oiseau, est de 10,6 °C et le cumul annuel moyen de précipitations est de 752,8 mm,. Pour l'avenir, les paramètres climatiques de la commune estimés pour 2050 selon différents scénarios d'émission de gaz à effet de serre sont consultables sur un site dédié publié par Météo-France en novembre 2022.

## Urbanisme

### Typologie
Au 1er janvier 2024, Escaudœuvres est catégorisée ceinture urbaine, selon la nouvelle grille communale de densité à sept niveaux définie par l'Insee en 2022.
Elle appartient à l'unité urbaine de Cambrai, une agglomération intra-départementale regroupant huit  communes, dont elle est une commune de la banlieue,,. Par ailleurs la commune fait partie de l'aire d'attraction de Cambrai, dont elle est une commune de la couronne,. Cette aire, qui regroupe 64 communes, est catégorisée dans les aires de 50 000 à moins de 200 000 habitants,.

### Occupation des sols
L'occupation des sols de la commune, telle qu'elle ressort de la base de données européenne d'occupation biophysique des sols Corine Land Cover (CLC), est marquée par l'importance des territoires agricoles (73,1 % en 2018), en diminution par rapport à 1990 (73,9 %). La répartition détaillée en 2018 est la suivante : 
terres arables (64,1 %), zones urbanisées (19,9 %), zones agricoles hétérogènes (7,3 %), zones industrielles ou commerciales et réseaux de communication (4,6 %), eaux continentales (2,4 %), prairies (1,6 %). L'évolution de l'occupation des sols de la commune et de ses infrastructures peut être observée sur les différentes représentations cartographiques du territoire : la carte de Cassini (XVIIIe siècle), la carte d'état-major (1820-1866) et les cartes ou photos aériennes de l'IGN pour la période actuelle (1950 à aujourd'hui).

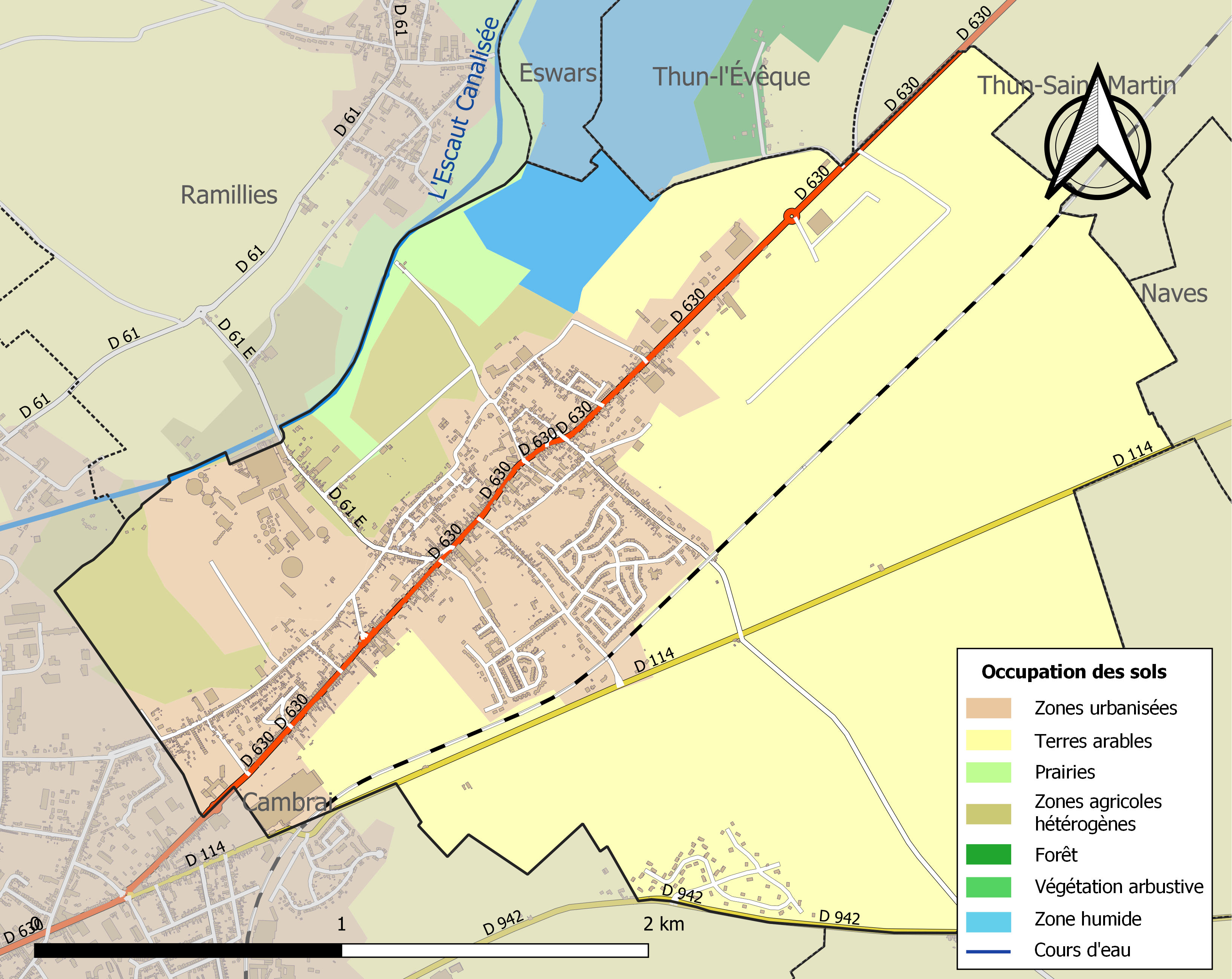
Carte des infrastructures et de l'occupation des sols de la commune en 2018 (CLC).

### Morphologie urbaine
Le village s'est construit le long de l'actuelle route départementale 630, qui longe l'Escaut sur sa rive droite. L'implantation du village sur cette rive peut s'expliquer en partie par le contraste entre les bonnes terres de la rive ouest, bénéficiant du soleil levant, et les mauvaises terres de l'est, exposées au soleil couchant et où l'exposition aux vents humides dominants d'ouest a fait disparaître par endroits le limon qui recouvre la craie sous-jacente.
Entre les années 1950 et 1980 de nouveaux lotissements ont été construits sur la rive droite, sur le plateau qui domine la vallée de l'Escaut, entre la RD 630 et la RD 114, ancienne « chaussée Brunehaut ». L'étalement urbain est limité au nord par l'Escaut, et au sud par la voie ferrée Cambrai - Valenciennes.
L'amélioration de la liaison entre les différents quartiers, notamment entre l'ancien village et les nouveaux lotissements, est l'un des éléments du diagnostic du Plan local d'urbanisme

### Logement
En 2008, Escaudœuvres comptait 1 348 résidences principales, auxquelles s'ajoutaient 81 logements vacants, soit 5,6 % du total, et un faible nombre de résidences secondaires. Les maisons représentaient 92,5 % de l'ensemble des logements, pourcentage en augmentation par rapport au recensement de 1999 (91,4 %) et nettement supérieur à celui observé dans le département du Nord (68,8 %).
La part de résidences principales datant d'avant 1949 s'élevait à 35,8 %. Pour les constructions plus récentes, 36,0 % des logements dataient d'entre 1949 et 1974 et 28,2 % d'après 1975.
En 2008, 71,1 % des occupants de résidences principales étaient propriétaires de leur logement, contre 67,2 % en 1999, et 27,5 % étaient locataires, contre 29,1 % en 1999.
Concernant l'ancienneté d'emménagement dans la résidence principale en 2008, 7,8 % des ménages d'Escaudœuvres occupaient leur logement depuis moins de deux ans, contre 12,9 % dans la communauté d'agglomération de Cambrai, et 64,6 % depuis dix ans ou plus, contre 52,8 % dans la communauté d'agglomération, ce qui montre une moindre mobilité.

### Projets d'aménagements
Le Plan local d'urbanisme de la ville retient quatre orientations d'aménagement :
- « améliorer le cadre de vie » notamment par l'aménagement paysagers de voiries, des entrées de ville nord et sud, et la création de « liaisons douces » entre le centre de la commune et la vallée ;
- « favoriser le renouvellement urbain en développant le logement pour tous et la qualité de la structure urbaine et de ses composantes » en répondant à la demande de logements (notamment par l'urbanisation de la zone de la Louvière au nord-est de la commune) ;
- « développer l'activité » en poursuivant l'aménagement de la zone d'activités, sans l'étendre, le long de la RD 643 ;
- « agir pour la qualité de l'environnement » en préservant les jardins potagers, dont l'étendue (31,9 ha) est une caractéristique de la commune, et en « renaturant » la vallée de l'Escaut[21].

### Voies de communication et transports

#### Voies routières
La commune est traversée par la route départementale 630 qui la relie à Cambrai vers le sud, et à Iwuy et à l'autoroute A2 vers le nord. Cette voie prend le nom de « rue Jean-Jaurès » dans la traversée de la commune. Il s'agit de l'ancienne route nationale 30 de Bapaume à Blanc-Misseron sur la frontière franco-belge. Elle existait au Moyen Âge sous le nom de « chemin d'Escaudœuvres ». Pavée en 1751, elle devient la « route de Cambray à Valenciennes ».
L'accès 15 à l'autoroute A2 est à 7 km.
La commune est traversée par la route départementale 114, dite « chaussée Brunehaut », qui suit le tracé d'une ancienne voie romaine reliant Cambrai à Bavay. La route départementale 61B relie la commune à la route départementale 61, qui continue vers le nord en direction de Ramillies et Hordain.

#### Transport ferroviaire
La gare d'Escaudœuvres est desservie par des trains TER Hauts-de-France de la ligne P63 effectuant des missions entre les gares de Cambrai et de Valenciennes.
Escaudœuvres est reliée à Cambrai et Valenciennes, dans les deux sens, par sept trains du lundi au vendredi, cinq trains le samedi et deux trains les dimanches et jours fériés.

#### Transports en commun
La commune est desservie par le réseau de transports urbains de la Communauté d'agglomération de Cambrai appelé TUC (Transports Urbains du Cambrésis), par les lignes 1 et 9,.

## Toponymie
Escaudœuvres est mentionné en 1057 comme Scaldeurium, en 1104 comme Scalduvrium. En 1139 on trouve Scaldobrio et en 1349 Escaudeuvre.
Scaldis peut être interprété comme « rivière coulant au milieu des marais ». Le nom Escaudœuvres peut évoquer une fortification sur l'Escaut, ou encore un atelier ou une fabrique (du latin Scaldis opera), comme dans les noms Vandœuvre-lès-Nancy ou Deneuvre. Il pourrait s'agir aussi d'un pont ou d'un passage de l'Escaut, Scaldo-briva, comme dans Samarobriva (Amiens), pont de la Somme, du mot gaulois brive ou briva, « pont », ou encore d'un fortin ou d'un camp retranché, ce qui ferait d'« Escaudœuvres » une « forteresse sur la rivière coulant au milieu des marais ».
On peut proposer isca Devona, le fleuve de la déesse. Tous nos fleuves ont porté le nom d'une déesse. 

## Histoire
Les fouilles archéologiques qui ont eu lieu en 2010 à l'occasion des travaux d'aménagement de la zone d'activités du « Lapin Noir », au nord de la commune, ont révélé un site mésolithique.

### Antiquité et Moyen Âge
À l'époque gallo-romaine, le lieu appartenait à la cité des Nerviens, dont la première capitale, Bavay, fut remplacée par Cambrai au IVe siècle. La voie romaine de Cambrai à Bavay passait non loin du village actuel, sur le plateau qui domine l'Escaut au sud-est.
Au haut Moyen Âge, la terre d'Escaudœuvres faisait partie, selon la tradition, de la seigneurie de la famille Dragon de Ramillies, qui comprenait aussi Erre et Eswars. Cette terre fut léguée à l'abbaye Saint-Géry de Cambrai au IXe siècle. Les Normands s'y installèrent vers 880 et y construisirent la tour de Relenghes, destinée à contrôler le péage sur les marchandises entrant et sortant de Cambrai.
La première mention du village se trouve dans un document daté du 10 septembre 1057 par lequel l'évêque de Cambrai Liebert offre l'autel et l'église d'Iwuy, village situé au nord d'Escaudœuvres, au chapitre Notre-Dame de Cambrai. La seigneurie d'Escaudœuvres fut créée à la fin du XIe siècle, lorsque Hugues de Roubaix, de retour des croisades, reçut en récompense les terres du village. Ses successeurs y construisirent un château fort avant 1295 et reçurent du comte de Hainaut le droit de haute et basse justice sur la « chaussée de Naves à Cambrai ». L'église d'Escaudœuvres appartenait pour sa part à la cathédrale de Cambrai.
En 1315, le seigneur d'Escaudœuvres mourut sans descendance et ses terres devinrent hainuyères à la mort de sa veuve, en 1323. Le village et le château relevaient donc du Hainaut tout en étant dans le Cambrésis, et menaçaient Cambrai, ce qui fut l'occasion d'affrontements nombreux. C'est ainsi que pendant la Guerre de Cent Ans, le comte de Hainaut, cousin de la famille de Roubaix et allié aux Anglais, y tint garnison contre les Cambrésiens alliés au roi de France Philippe VI. Au début de la guerre de Cent Ans, la ville et le château très fort d’Escaudœuvres étaient défendus par une puissante garnison sous les ordres du capitaine du château Gérard de Sassegnies et de son écuyer Robert Marineaux. Jean, duc de Normandie et fils du roi de France, Philippe VI de Valois, vint assaillir par surprise, avec le connétable, ses maréchaux, ses troupes et avec l’aide de Cambrésiens, la place durant l’hiver 1339-1340 (décembre 1339 ?) : elle tomba en son pouvoir, après un siège de 6 jours, en plein hiver, sous la neige. Les Français, vainqueurs, détruisirent entièrement les lieux (arasés) et y boutèrent le feu. Le capitaine chargé de la défense de la place et son écuyer furent soupçonnés, par après, de s’être rendus par trahison aux Français : aussi moururent-ils, dit Froissart, villainement à Mons en Haynaut. Le même hiver, la maison forte de Relenghes, située du côté opposé du fleuve Escaut en face d’Escaudœuvres, fut assiégée par les troupes de Jean de Normandie avec l’aide des Cambrésiens qui n’eurent aucune peine à atteindre les murs de la maison forte, l’eau des fossés cerclant celle-ci étant gelée : après plusieurs assauts, ils se retirèrent le soir venu sur Cambrai sans avoir pu prendre la place. Les assiégés étaient sous le commandement d’un fils illégitime de Jean de Beaumont, oncle du comte Guillaume II de Hainaut, capitaine de la garnison de la place, secondé par 15 compagnons d’armes et de 18 archers : ceux-ci résistèrent fort bien jusqu’à la limite de l’épuisement et, après le départ des assiégeants, se concertèrent et avisèrent qu’ils ne pourraient pas soutenir un long siège contre les Cambraisiens. Ils prirent donc leurs armes, bagages et quelques biens précieux qui leur appartenaient, boutèrent le feu à Relenghes et partirent avant minuit pour se réfugier à Valenciennes. Le lendemain, les Cambraisiens vinrent reprendre le siège de la maison forte et furent tout ébahis de rencontrer la place déserte, vidée et brûlée. Escaudœuvres fut démantelé, et les débris de ses murailles, comme ceux de la forteresse de Relenghes, furent transportés à Cambrai pour servir à la reconstruction des fortifications de cette ville et à y édifier la « Porte Robert ». Après la prise d’Escaudœuvres, Jean, duc de Normandie se retira et laissa des garnisons à Douai ainsi qu’au Cateau-Cambrésis pour inquiéter le Hainaut de deux côtés. La place sera cependant rendue au comte de Hainaut lors d’un traité avec le roi de France en 1341. Le château d’Escaudœuvres, rasé en 1340 par les Français, fut remplacé par la construction, entre 1368 et 1374, d’un nouvel édifice quadrilatère flanqué de quatre tours circulaires à ses extrémités. La place fut prise à nouveau en 1427 et remise aux mains de Jean de Luxembourg, comte de Ligny, capitaine du duc de Bourgogne. En 1433, Escaudœuvres fut à son tour occupée par les Bourguignons,,,.

### Époque moderne
Passant entre les mains de différentes familles, la terre d'Escaudœuvres fut finalement vendue, en 1488, à Henri de Berghes, évêque de Cambrai, la seigneurie restant en Hainaut jusqu'à son achat par un successeur de Henri de Berghes, Robert de Croÿ, en 1536. En 1543, Cambrai fut rattachée aux domaines de Charles Quint qui y fit construire une puissante citadelle. La démolition du château d'Escaudœuvres fournit une partie des pierres nécessaires.
En 1622, Laurencio de Villavicencio, noble espagnol originaire de Jerez de la Frontera, acheta la seigneurie d'Escaudœuvres pour 38 000 florins. Elle resta dans cette famille jusqu'à la Révolution.
Au XVIIIe siècle, Michel-Joseph de Villavicencio (1738-1819), écuyer, est seigneur d'Escaudœuvres, Haucourt (Haucourt?), Croix (Croix?). Fils de Michel-Joseph et de Catherine-Alexandrine-Joseph de Lignières, il nait à Escaudœuvres en février 1738 (baptisé le 17 février 1738), devient lieutenant au bataillon de garnison de Hainaut, puis capitaine au régiment de Poitou, est distingué chevalier de Saint-Louis en 1781. Député de la noblesse aux États du Cambrésis, il émigre en 1793 et réside à Bad-Westernkotten à partir de 1796 où il devient jardinier. Il rentre en France en 1802 et meurt à Cambrai le 15 décembre 1819 à 81 ans. Il épouse à Cambrai le 2 janvier 1774 Marie-Charlotte Petitpas, née à Lille en janvier 1748 (baptisée le 3 janvier 1748), fille de Charles-Hippolyte, chevalier, seigneur de Walle, prévôt de Lannoy, ex-enseigne aux gardes wallonnes, enseigne de grenadiers, et de Jeanne-Françoise Bourdon. Veuf en 1796, il se remarie en mai 1802 avec Josèphe Le Sart.
En 1677, le roi Louis XIV, soucieux d'établir une frontière du nord plus rectiligne et défendable, décida d'en finir avec Cambrai, ville « fameuse par le nombre des affronts qu'elle avait fait souffrir aux Français » selon Racine, et vint diriger lui-même le siège de la ville. Tandis que le roi s'installait au château d'Awoingt, le maréchal de Lorges occupait celui d'Escaudœuvres.
L'Escaut, qui n'était navigable qu'en aval de Valenciennes, fut élargi et canalisé dans la deuxième moitié du XVIIIe siècle après la découverte du charbon à Anzin où un port fut créé dès 1752 pour le transport de houille et de matériaux liés à l'activité de la Compagnie des mines. À Escaudœuvres les travaux de construction du canal de l'Escaut furent terminés en 1785.
En 1790 la commune fut rattachée au district de Cambrai et au département du Nord. Le premier maire d'Escaudœuvres fut Pierre Tartulier.

### XIXesiècle

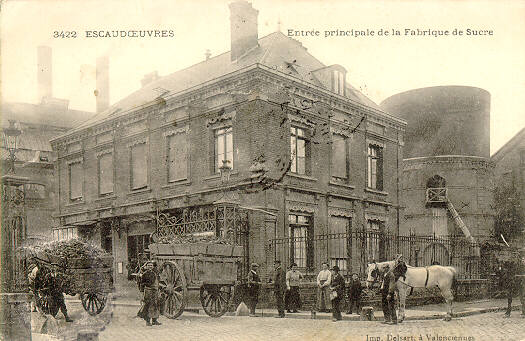
Carte postale ancienne montrant l'entrée principale de la sucrerie au début du XXe siècle

En 1810, Napoléon Ier, accompagné de Joséphine, passa à Escaudœuvres à l'occasion de l'inauguration du canal de Saint-Quentin raccordé au canal de l'Escaut au sud de Cambrai et permettant la navigation vers l'Oise et Paris. À la chute de l'Empire, en 1815, les Anglais puis les Cosaques occupèrent le village jusqu'en novembre 1818.
Le canal favorisa l'installation d'industries, notamment de blanchiment des toiles, de fours à chaux, de tanneries, ainsi que d'une sucrerie moderne en 1872. La commune se transforma peu à peu en petite cité industrielle, dont témoignent encore aujourd'hui la présence de corons. La mairie et l'église, devenues vétustes et trop petites, furent reconstruites dans la deuxième moitié du XIXe siècle.
L'industrialisation s'accompagna de luttes ouvrières : dès 1848, la commune fut dirigée par un conseil municipal socialiste. Les élections de 1855 reconduisirent les socialistes à la municipalité malgré l'opposition du régime, mais le conseil fut destitué par le préfet. La gauche revint aux affaires aux élections de 1895.
Le chemin de fer desservit la commune en 1857 et le tramway en 1905. Après la Première Guerre mondiale il ne fut pas remis en service. En 1911, l'électricité, qui alimentait déjà la sucrerie, fut distribuée dans la commune.

### XXesiècle
Au cours de la Première Guerre mondiale la commune subit des destructions à la fois en 1914 lors de l'arrivée des Allemands et en 1918 lors de leur départ. Escaudœuvres reçoit la médaille militaire en 1921.
L'après-guerre voit s'affronter pour le contrôle de la mairie André Gilbert, directeur de la sucrerie, et la gauche. Celle-ci l'emporte aux élections de 1929, mais André Gilbert retrouve son mandat en 1936.
La période des « Trente Glorieuses » qui suit la Seconde Guerre mondiale est caractérisée par une expansion démographique assez forte : Escaudœuvres passe alors de à 2 847 habitants au recensement de 1954 à 4 234 habitants 28 ans plus tard. Quatre groupes scolaires nouveaux sont construits. La commune, sous le mandat d'Édouard Triquet, s'attache à encourager les sports et la culture, notamment par la construction d'une salle des sports en 1982 et d'une médiathèque en 1994. Depuis 1982 Escaudœuvres a perdu 800 habitants, déclin démographique qui semble arrêté au XXIe siècle.

## Politique et administration

### Tendances politiques et résultats
Escaudœuvres est une ville fortement « ancrée à gauche », tendance confirmée par toutes les consultations électorales récentes :
Au premier tour de l'élection présidentielle de 2012, les quatre candidats arrivés en tête à Escaudœuvres sont François Hollande (PS, 30,83 %), Marine Le Pen (FN, 23,22 %), Nicolas Sarkozy (L R, 21,61 %) et Jean-Luc Mélenchon (Front de gauche, 13,75 %) avec un taux de participation de 79,19 %. Au deuxième tour François Hollande arrive en tête avec 60 % des voix, pour un taux de participation de 79,28 %.
Au deuxième tour des élections régionales de 2010 55,04 % des suffrages exprimés sont allés à la liste conduite par Daniel Percheron (PS), 25,30 % à celle de Valérie Létard (UMP), et 19,67 % à la liste FN de Marine Le Pen, pour un taux de participation de 51,61 %.
Aux élections européennes de 2009, les deux meilleurs scores à Escaudœuvres étaient ceux de la liste du Front de gauche pour changer l'Europe conduite par Jacky Hénin, qui a obtenu 203 suffrages soit 20,08 % des suffrages exprimés (département du Nord 8,01 %), et de la liste de la majorité présidentielle conduite par Dominique Riquet, qui a obtenu 195 suffrages soit 19,29 % des suffrages exprimés (département du Nord 24,57 %), pour un taux de participation de 40,69 %.
Au premier tour des élections municipales de 2008 la liste « Ensemble pour Escaudœuvres » conduite par Patrice Égo (PC) a obtenu 52,28 % des suffrages, devant les listes « Une équipe pour gérer » conduite par Pierre Doise (Divers gauche, 34,52 %), et « S'unir pour Escaudœuvres », conduite par Patrick Leclercq (PS, 13,19 %), pour un taux de participation de 73,19 %.
Au deuxième tour de l'élection présidentielle de 2007, 54,53 % des électeurs scaldobrigiens ont voté pour Ségolène Royal (PS), et 45,47 % pour Nicolas Sarkozy (L R), avec un taux de participation de 84,25 %.
Au deuxième tour des élections législatives de 2007, 50,27 % des électeurs d'Escaudœuvres ont voté pour Brigitte Douay (PS) (42,55 % dans la 18e circonscription du Nord), 49,73 % pour François-Xavier Villain (L R) (57,45 % dans la circonscription), avec un taux de participation de 60,16 % à Escaudœuvres et de 60,08 % dans la circonscription.

### Administration municipale
La population de la commune étant comprise entre 3 500 et 5 000 habitants, le conseil municipal comprend 27 membres. Le conseil issu des élections municipales de 2008 comprend 21 membres du Parti communiste français, cinq Divers gauche et un PS.
Escaudœuvres fait partie de la communauté d'agglomération de Cambrai.

### Liste des maires
Maire en 1802 : Jean P. Soyez.
Maire en 1807 : Saintenoy.
Maire en 1808 :Chauvin.
La mairie d'Escaudœuvres dresse ainsi la liste des maires, :
| Identité                                               | Période       | Période                   | Durée                     | Étiquette                                      |
| Identité                                               | Début         | Fin                       | Durée                     | Étiquette                                      |
| ------------------------------------------------------ | ------------- | ------------------------- | ------------------------- | ---------------------------------------------- |
| Henri Foulon (d)                                       | 1945          | mai 1953                  | 8 ans                     | Section française de l'Internationale ouvrière |
| Joseph Guidez (d)                                      | mai 1953      | mars 1959                 | 5 ans et 10 mois          | Section française de l'Internationale ouvrière |
| François Courbet (d) (30 janvier 1893 - 18 avril 1985) | mars 1959     | mars 1972 (démission)     | 13 ans                    | Parti communiste français                      |
| Édouard Tricquet (d) (5 mai 1939 - 19 décembre 1996)   | avril 1972    | juin 1995                 | 23 ans et 2 mois          | Parti communiste français                      |
| Pierre Doise (d), (16 juillet 1946 - 17 juillet 2019)  | juin 1995     | novembre 2006 (démission) | 11 ans et 5 mois          | divers droite                                  |
| Patrice Égo (d), (né le 28 novembre 1951)              | novembre 2006 | mai 2020                  | 13 ans et 6 mois          | Parti communiste français                      |
| Thierry Bouteman (d) (né le 28 avril 1976)             | 23 mai 2020   | En cours                  | 5 ans, 1 mois et 15 jours | divers centre                                  |

### Instances judiciaires et administratives
La ville d'Escaudœuvres est dans le ressort de la cour d'appel de Douai, du tribunal de grande instance, du tribunal d'instance et du conseil de prud'hommes de Cambrai, et à la suite de la réforme de la carte judiciaire engagée en 2007, du tribunal de commerce de Douai.

### Politique environnementale

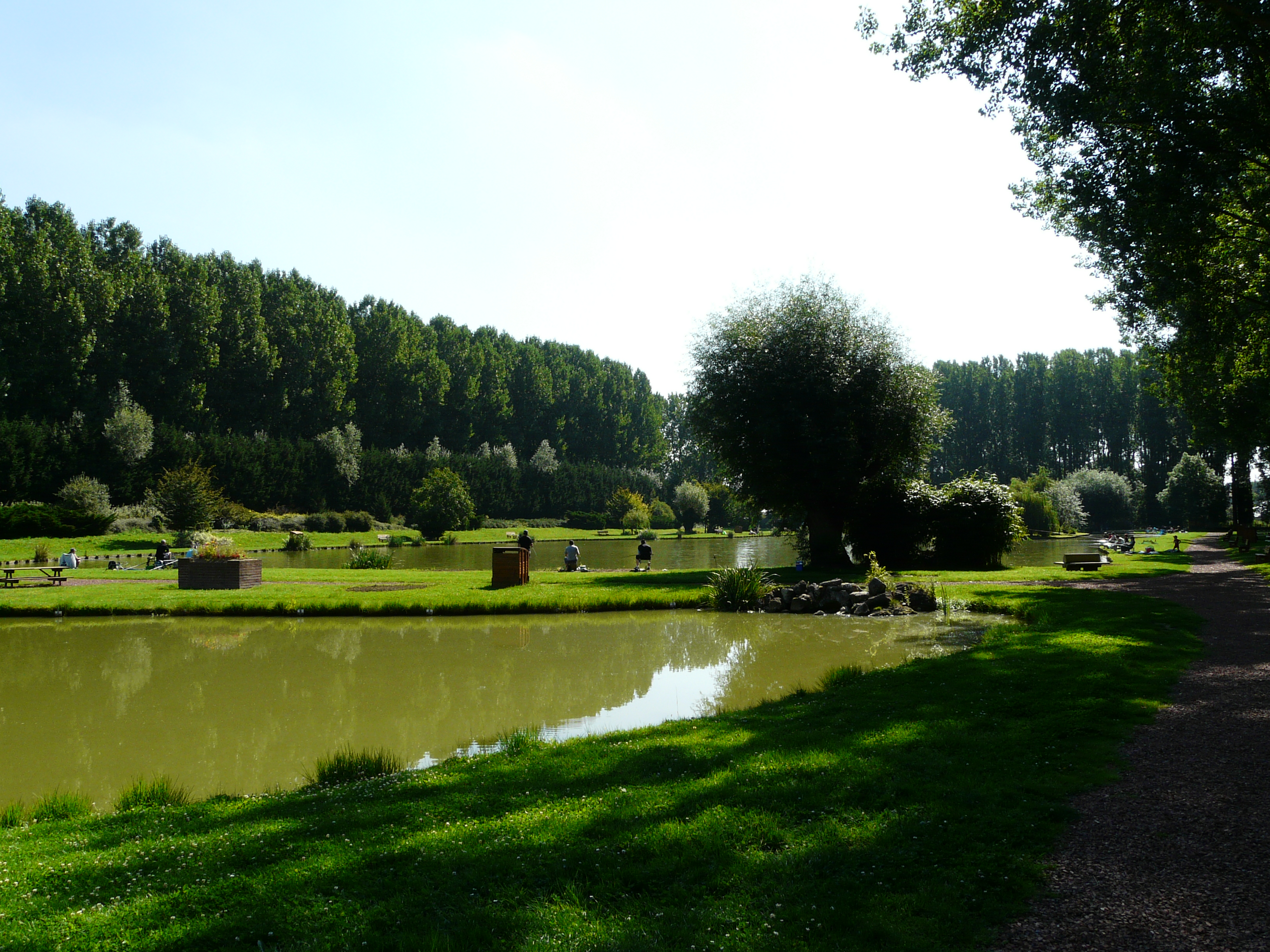
L'étang communal en bordure du canal de l'Escaut

La protection et la mise en valeur de l'environnement font partie des compétences optionnelles de la communauté d'agglomération de Cambrai à laquelle appartient Escaudœuvres.
Le territoire communal est en partie couvert par une zone naturelle d'intérêt écologique, faunistique et floristique (ZNIEFF), un des éléments majeurs de la politique de protection de la nature et de prise en compte de l'environnent dans l'aménagement du territoire : cette ZNIEFF de type 1 « Marais de Thun-l'Evèque et bassins d'Escaudœuvres » correspond à la rive droite de l'Escaut jusqu'aux communes de Thun-l'Évêque et Thun-Saint-Martin. Elle s'étend sur 285 ha et comprend des marais avec bois hygrophiles, étangs, roselières, plans d'eau et prairies bocagères humides,.
La commune fait partie des zones prioritaires retenus par le SCoT pour la mise en œuvre de pratiques durables et de restauration des prairies humides.
Chaque année au printemps la municipalité organise un concours du plus beau jardin potager.

### Jumelages
Escaudœuvres est jumelée depuis 1961 avec Strassfurt en Allemagne.

## Population et société

### Démographie

#### Évolution démographique
L'évolution du nombre d'habitants est connue à travers les recensements de la population effectués dans la commune depuis 1793. Pour les communes de moins de 10 000 habitants, une enquête de recensement portant sur toute la population est réalisée tous les cinq ans, les populations de référence des années intermédiaires étant quant à elles estimées par interpolation ou extrapolation. Pour la commune, le premier recensement exhaustif entrant dans le cadre du nouveau dispositif a été réalisé en 2004.

En 2022, la commune comptait 3 180 habitants, en évolution de −2,96 % par rapport à 2016 (Nord : +0,51 %, France hors Mayotte : +2,11 %).
| 1793 | 1800 | 1806 | 1821  | 1831  | 1836  | 1841  | 1846  | 1851  |
| ---- | ---- | ---- | ----- | ----- | ----- | ----- | ----- | ----- |
| 694  | 638  | 873  | 1 086 | 1 289 | 1 382 | 1 458 | 1 600 | 1 677 |

| 1856  | 1861  | 1866  | 1872  | 1876  | 1881  | 1886  | 1891  | 1896  |
| ----- | ----- | ----- | ----- | ----- | ----- | ----- | ----- | ----- |
| 1 625 | 1 770 | 1 879 | 1 935 | 2 198 | 2 411 | 2 585 | 2 695 | 2 763 |

| 1901  | 1906  | 1911  | 1921  | 1926  | 1931  | 1936  | 1946  | 1954  |
| ----- | ----- | ----- | ----- | ----- | ----- | ----- | ----- | ----- |
| 2 806 | 2 841 | 2 862 | 2 204 | 2 584 | 2 585 | 2 748 | 2 867 | 2 847 |

| 1962  | 1968  | 1975  | 1982  | 1990  | 1999  | 2004  | 2006  | 2009  |
| ----- | ----- | ----- | ----- | ----- | ----- | ----- | ----- | ----- |
| 3 152 | 3 224 | 3 951 | 4 234 | 4 205 | 3 698 | 3 420 | 3 382 | 3 434 |

| 2014  | 2019  | 2022  | - | - | - | - | - | - |
| ----- | ----- | ----- | - | - | - | - | - | - |
| 3 302 | 3 218 | 3 180 | - | - | - | - | - | - |

#### Pyramide des âges
En 2018, le taux de personnes d'un âge inférieur à 30 ans s'élève à 32,2 %, soit en dessous de la moyenne départementale (39,5 %). À l'inverse, le taux de personnes d'âge supérieur à 60 ans est de 30,6 % la même année, alors qu'il est de 22,5 % au niveau départemental.
En 2018, la commune comptait 1 566 hommes pour 1 672 femmes, soit un taux de 51,64 % de femmes, légèrement inférieur au taux départemental (51,77 %).
Les pyramides des âges de la commune et du département s'établissent comme suit.
| Hommes | Classe d’âge | Femmes |
| ------ | ------------ | ------ |
| 0,7    | 90 ou +      | 2,1    |
| 5,9    | 75-89 ans    | 10,4   |
| 20,5   | 60-74 ans    | 21,4   |
| 20,6   | 45-59 ans    | 19,4   |
| 16,5   | 30-44 ans    | 17,8   |
| 16,2   | 15-29 ans    | 12,5   |
| 19,4   | 0-14 ans     | 16,5   |

| Hommes | Classe d’âge | Femmes |
| ------ | ------------ | ------ |
| 0,5    | 90 ou +      | 1,4    |
| 5,3    | 75-89 ans    | 8,1    |
| 14,8   | 60-74 ans    | 16,2   |
| 19,1   | 45-59 ans    | 18,4   |
| 19,5   | 30-44 ans    | 18,7   |
| 20,7   | 15-29 ans    | 19,1   |
| 20,2   | 0-14 ans     | 18     |

### Enseignement
La commune d'Escaudœuvres est rattachée à la circonscription scolaire Cambrai Centre du bassin d'éducation du Cambrésis, qui dépend de l'inspection académique du Nord et de l'académie de Lille.
La commune gère deux écoles maternelles : Suzanne-Lanoy et Paul-Langevin ainsi que deux écoles élémentaires : Jean-Baptiste Lebas et Irène et Frédéric Joliot-Curie. Ces établissements sont rattachés au secteur du collège Paul-Duez de Cambrai.

### Manifestations culturelles et festivités

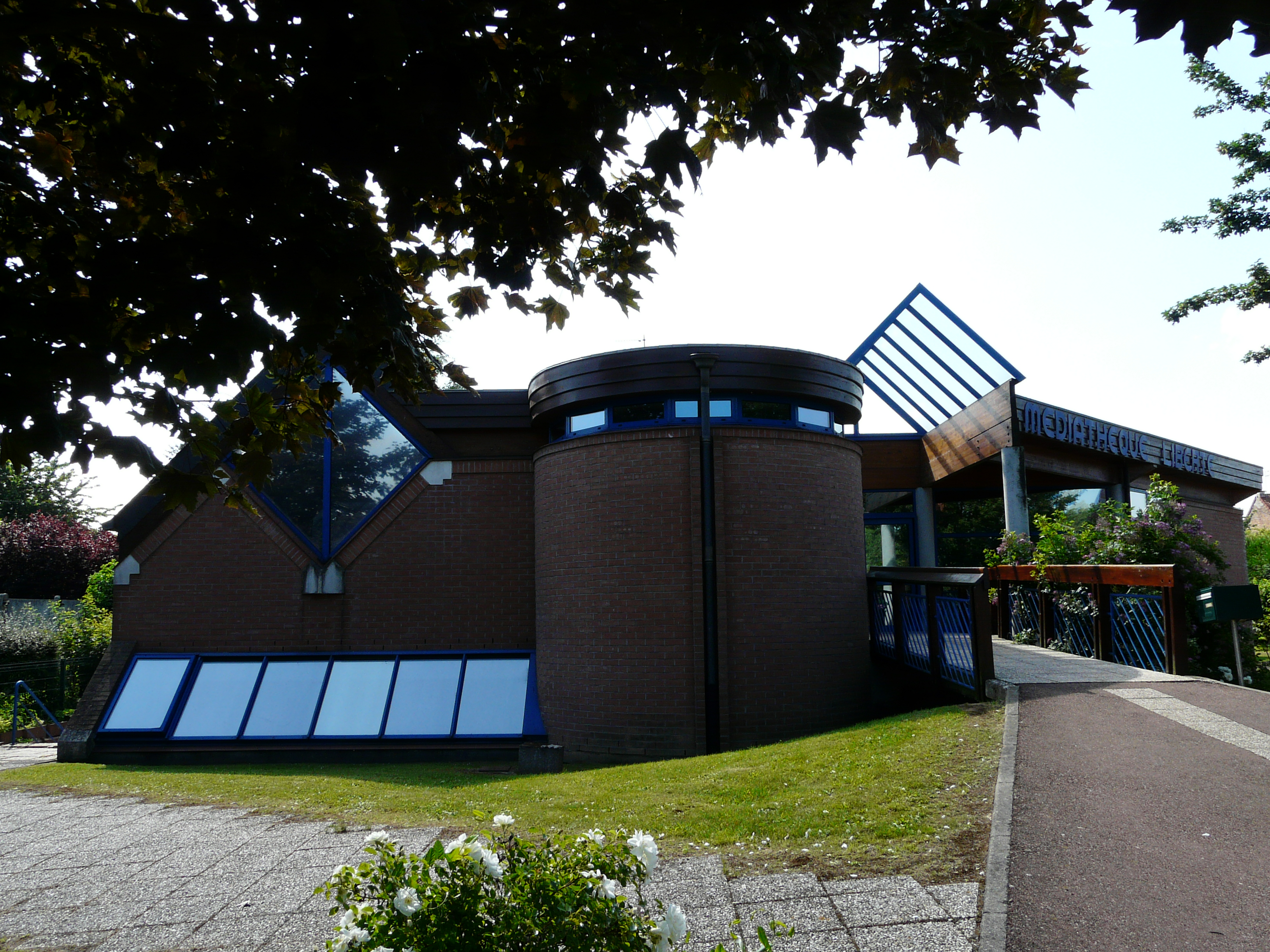
La médiathèque « Liberté »

### Santé
La commune compte quelques praticiens de la santé et deux pharmacies. Une maison de retraite (de statut établissement d'hébergement pour personnes âgées dépendantes), « Ma Maison », gérée par les Petites Sœurs des pauvres, est installée dans la commune. Cet établissement, construit à l'origine pour devenir un collège, est offert à la congrégation en 1863 par l'abbé Servez, curé d'Escaudœuvres. En 1999 il est fermé pour raisons de sécurité et après des travaux de mise aux normes il a rouvert ses portes en 2006. Il peut accueillir 70 résidents.

### Sports
Les Scaldobrigiens disposent de deux terrains de sport, un terrain de hockey sur gazon, un terrain de pétanque, une salle de tennis de table et un boulodrome couvert, une salle polyvalente, la salle de sports Léo-Lagrange et le stade Marceau-Dhordain. Onze clubs sportifs utilisent ces équipements.

### Culte
Les Scaldobrigiens disposent d'un lieu de culte catholique : l'église Saint-Pierre. Cette église-relais dépend de la paroisse « Saint-Vaast-Saint-Géry » qui dépend du doyenné de Cambrai de l'archidiocèse de Cambrai. La messe dominicale anticipée y est célébrée tous les samedis à 18 heures. L'église Saint-Géry de Ramillies lui est rattachée.

## Économie

### Revenus de la population et fiscalité
En 2009, le revenu fiscal médian par ménage était de 15 529 €, ce qui plaçait Escaudœuvres au 25 024e rang  parmi les 31 604 communes de plus de 50 ménages en métropole.

### Population active
La population âgée de 15 à 64 ans s'élevait en 2007 à 2 226 personnes (2 541 en 1999), parmi lesquelles on comptait 65,0 % d'actifs dont 54,3 % ayant un emploi et 10,7 % de chômeurs. En 2007, 19,6 % des actifs ayant un emploi et résidant dans la commune travaillaient à Escaudœuvres, 71,9 % dans une autre commune du département du Nord et 8,1 % dans un autre département ou une autre région.
Le taux d'activité en 2007 est de 45 % pour la tranche d'âge 15 - 24 ans (France métropolitaine : 42,9 %), 86 % pour la tranche d'âge 25 - 54 ans (France métropolitaine : 89,4 %), et 33 % pour la tranche d'âge 55 - 64 ans (France métropolitaine : 41,2 %).
La répartition par catégories socioprofessionnelles de la population active d'Escaudœuvres fait apparaître, par rapport à la moyenne de la France métropolitaine et de la communauté d'agglomération de Cambrai, une sous-représentation de toutes les catégories à l'exception de celle des « ouvriers ».
Répartition de la population active par catégories socioprofessionnelles (recensement de 2007)
|                              | Agriculteurs | Artisans, commerçants, chefs d'entreprise | Cadres, professions intellectuelles | Professions intermédiaires | Employés | Ouvriers |
| ---------------------------- | ------------ | ----------------------------------------- | ----------------------------------- | -------------------------- | -------- | -------- |
| Escaudœuvres                 | 0,00 %       | 4,06 %                                    | 7,52 %                              | 21,71 %                    | 29,44 %  | 35,64 %  |
| C. A. de Cambrai             | 0,83 %       | 4,55 %                                    | 9,13 %                              | 23,58 %                    | 29,97 %  | 29,90 %  |
| Moyenne nationale            | 1,78 %       | 5,52 %                                    | 14,62 %                             | 23,90 %                    | 29,09 %  | 24,13 %  |
| Sources des données : INSEE, |              |                                           |                                     |                            |          |          |

### Emploi
En 2007 on comptait 1 013 emplois dans la commune, contre 1 269 en 1999. Le nombre d'actifs ayant un emploi résidant dans la commune étant de 1 213, l'indicateur de concentration d'emploi est de 83,5 %, ce qui signifie que la commune offre un peu moins d'emplois qu'il n'y a de Scaldobrigiens actifs. Cet indicateur a fortement baissé depuis le dernier recensement, où il était de 94,6 %.
La répartition par secteurs d'activité des emplois à Escaudœuvres fait apparaître l'absence d'emplois agricoles, mais aussi l'importance du secteur commerce et transports, ainsi que la faiblesse du secteur de l'administration publique, enseignement et santé. L'emploi tertiaire (commerce et services) représente 74,5 % du total à Escaudœuvres, contre plus de 75,4 % en France métropolitaine.
Répartition des emplois par domaines d'activité (recensement de 2007)
|                             | Agriculture | Industrie | Construction | Commerce, transports, services divers | Administration publique, enseignement, santé, action sociale |
| --------------------------- | ----------- | --------- | ------------ | ------------------------------------- | ------------------------------------------------------------ |
| Escaudœuvres                | 0,0 %       | 14,7 %    | 10,8 %       | 51,7 %                                | 22,8 %                                                       |
| Moyenne nationale           | 3,1 %       | 14,8 %    | 6,8 %        | 45,1 %                                | 30,3 %                                                       |
| Sources des données : INSEE |             |           |              |                                       |                                                              |

### Entreprises et commerces

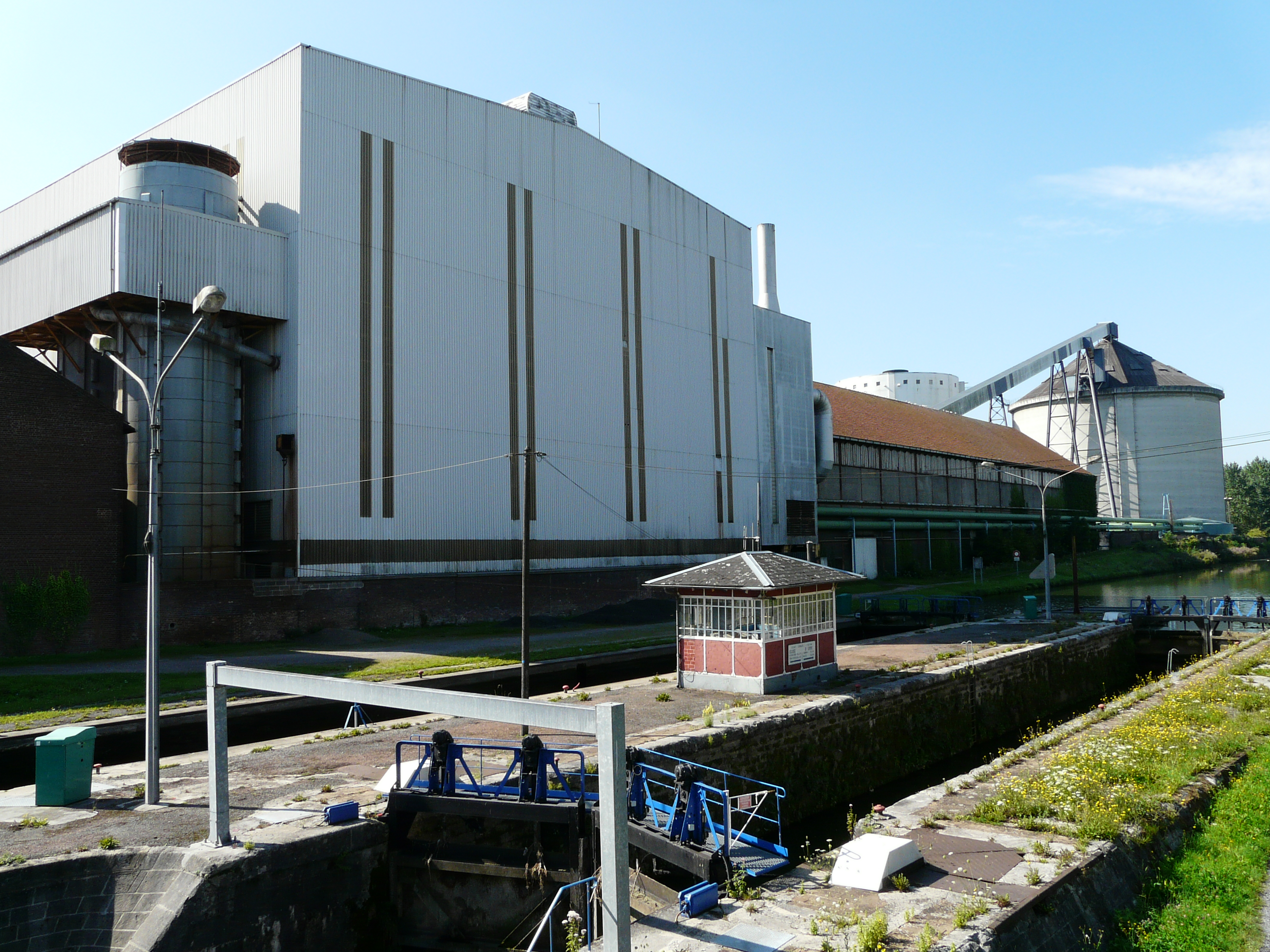
La sucrerie et l'écluse sur le canal de l'Escaut

La sucrerie, nommée auparavant Sucrerie Centrale de Cambrai, bénéficie de l'importante activité agricole locale (notamment de la culture de la betterave sucrière). Elle appartient au groupe Tereos qui a ouvert à Escaudœuvres en 2017 son principal centre logistique export, inauguré en 2018. Il permet d'expédier jusqu'à cinq cent mille tonnes de sucre par an dans le monde entier, dans le cadre de la stratégie d'internationalisation et d'exportation menée par le groupe. En janvier 2023, l'entreprise Tereos a été lourdement condamnée pour la pollution du fleuve Escaut survenue en 2020, lors de la rupture d'une digue des bassins de décantation. Cette pollution majeure a causé la mort de plusieurs millions de poissons. En mars 2023, le groupe Tereos a annoncé vouloir fermer deux de ses usines, dont celle d'Escaudœuvres. En août 2023, un protocole d'accord a été signé entre Tereos et l'entreprise Belge Agristo pour la reprise du site de la sucrerie. Agristo, entreprise agroalimentaire spécialisée dans la fabrication de produits surgelés à base de pomme de terre, devrait à terme créer plus de 300 emplois. 
L'entreprise Belge Campine a repris l'activité de Recylex (ex-Metaleurop), de centre de collecte et de cassage de batteries automobiles usagées.
La zone commerciale d'Escaudœuvres est la seconde de l'arrondissement par sa surface. L'hypermarché Auchan est un des plus gros employeurs de l'agglomération cambrésienne.
Fin 2001, la Communauté d'agglomération de Cambrai aménage une zone d'activités paysagée de 16 ha au lieu-dit « Le Lapin noir », au nord de la commune.

## Culture locale et patrimoine

### Lieux et monuments

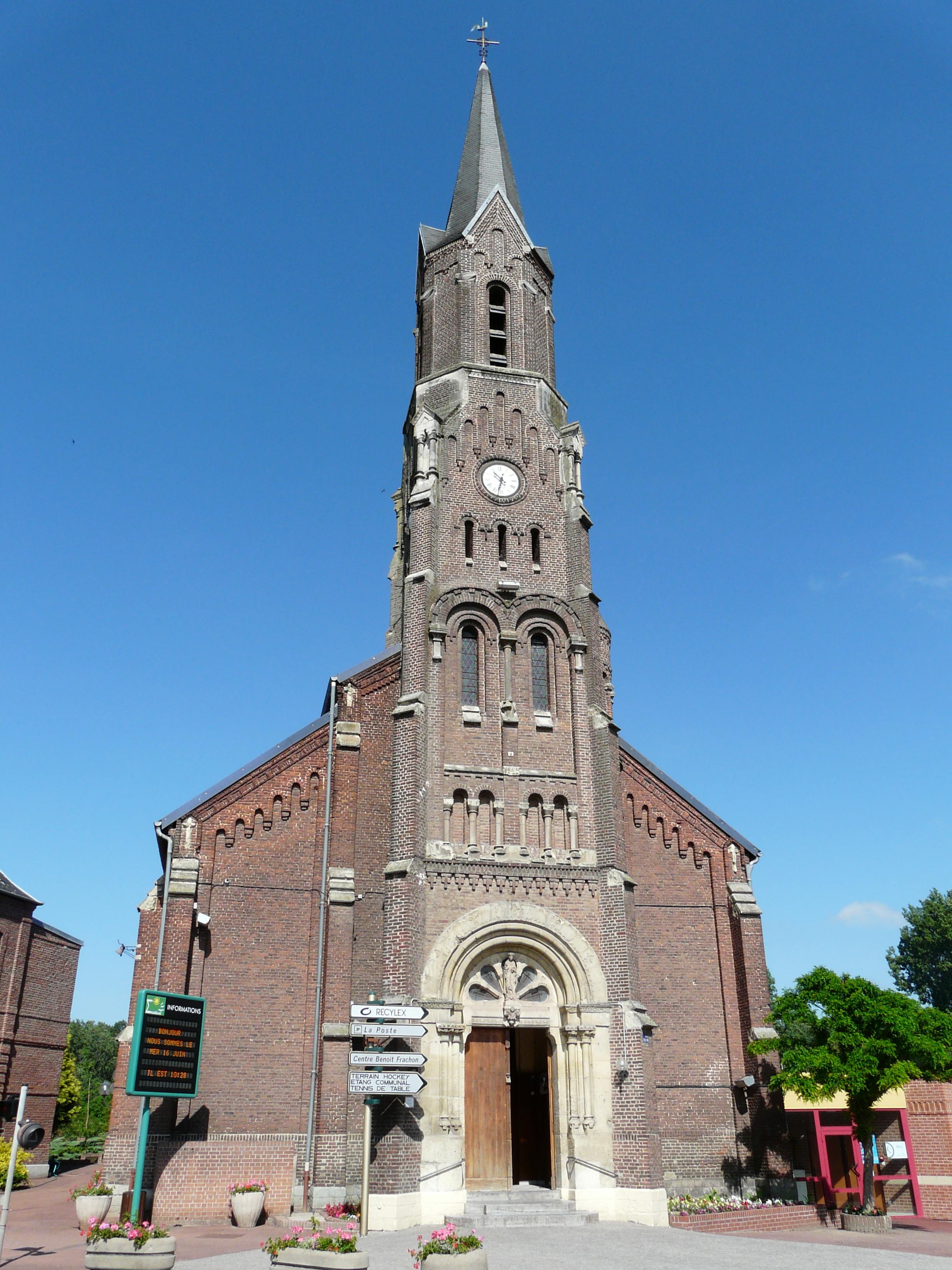
L'église Saint-Pierre

L'ancienne église Saint-Pierre qui datait du début du XVIe siècle étant devenue trop petite en raison de l'essor industriel et démographique, on décida en 1856 la construction d'un nouveau lieu de culte. L'église fut détruite en 1858. Le nouvel édifice, construit en briques dans un style néo-roman sur les plans de l'architecte diocésain André de Baralle, fut consacré par l'archevêque de Cambrai, Mgr René-François Régnier, le 14 septembre 1862. À l'intérieur de la nef, les colonnes sont en pierre bleue de Tournai. Le chœur fut endommagé par des tirs d'obus en 1914, et l'église réparée ne fut à nouveau ouverte au culte qu'en 1922,.
La mairie date de 1884 et remplaçait elle aussi une mairie devenue trop petite. Elle occupe l'emplacement d'une partie de l'ancien cimetière près de l'église.
La Sucrerie Centrale de Cambrai fut créée en 1872 par l'ingénieur Jules Linard. Dès l'origine, l'usine fut conçue selon un concept moderne : elle était reliée par des canalisations à un réseau de râperies implantées dans un rayon de 20 km, ce qui évitait le transport des betteraves. Cet équipement très novateur, lui valut la réputation de « plus grande sucrerie du monde ». L'entreprise a été rachetée par le groupe Béghin-Say, puis par Tereos. Au début du XXIe siècle elle est la seule sucrerie en activité du département,.
La médiathèque « Liberté » a ouvert en 1994. Elle comprend des secteurs jeunesse et adultes, une sonothèque-vidéothèque, un espace informatique, un auditorieum, deux salles de réunion et d'exposition, et propose des animations, expositions et conférences.
La borne à l'Aigle date de 1595 : elle marquait la limite avec Cambrai, dont les armes figurent l'aigle bicéphale du Saint-Empire. On la voit toujours rue du Marais, face au chemin de la Borne à l'Aigle.

### Patrimoine culturel

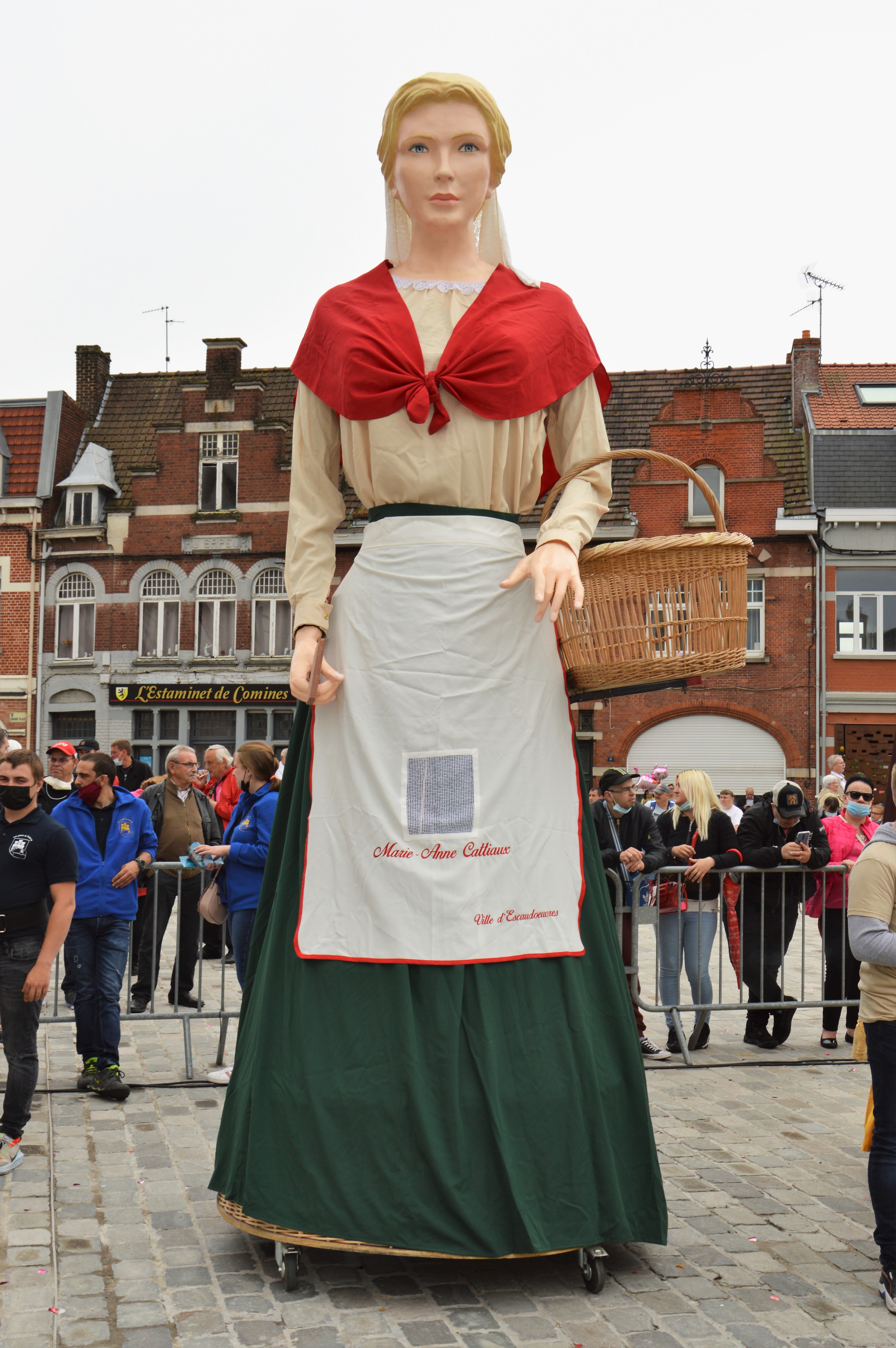
Le géant de Marie-Anne Cattiaux

Les deux figures emblématiques de la commune sont le sanglier Scaldo et la géante Marie-Anne Cattiaux.
Le premier, né en 1989 à l'initiative de l'office municipal de la culture, fait référence au surnom des Scaldobrigiens, les « Sangliers », qui lui-même est dû à la forme de hure de sanglier prise par la commune à la suite de modifications cadastrales et territoriales.
La seconde est née en juin 1990, également sur une initiative de l'office municipal de la culture. La vie mouvementée et la fin tragique qu'elle s'est vu attribuer, ainsi que son métier de blanchisseuse, font référence à l'histoire de la commune.

### Héraldique et logotype
| Blason initial        | Initialement, le blason de la commune était celui des premiers seigneurs d'Escaudœuvres (XIe - XIIIe siècles), les de Roubaix, qui portaient d' « hermine au chef de gueules ».        |
| Blason de 1980 à 1992 | Depuis 1980, le blason retenu est celui des derniers seigneurs d'Escaudœuvres (XVIIe - XVIIIe siècles), les de Villavicencio, qui portaient « de sinople aux trois fasces d'hermine ». |

| logo deuis 1992 | Depuis 1992, c'est ce logo qui a été choisi pour représenter la ville d'Escaudœuvres. Le soleil évoque un dicton des Cambrésiens qui voyaient toujours le soleil se lever vers Escaudœuvres, à l'est de Cambrai. Les trois colombes en forme de livres rappellent qu'Escaudœuvres a reçu la charte de « ville-lecture ». La lettre « Σ » (sigma) évoque le « E » d'Escaudœuvres en même temps que le « S » de « sucre ». |

## Pour approfondir